# Женска фудбалска репрезентација Литваније
Женска фудбалска репрезентација Литваније (литв. Lietuvos nacionalinė moterų futbolo komanda) је национални фудбалски тим који представља Литванију на међународним такмичењима и под контролом је литванијског Фудбалског савеза (литв. Lietuvos futbolo federacija), владајућег тела за фудбал у Литванији.

## Такмичарски рекорд

### Светско првенство за жене
| Светско првенство у фудбалу за жене − резултати | Светско првенство у фудбалу за жене − резултати | Светско првенство у фудбалу за жене − резултати | Светско првенство у фудбалу за жене − резултати | Светско првенство у фудбалу за жене − резултати | Светско првенство у фудбалу за жене − резултати | Светско првенство у фудбалу за жене − резултати | Светско првенство у фудбалу за жене − резултати | Светско првенство у фудбалу за жене − резултати |                  | Квалификациони резултати | Квалификациони резултати | Квалификациони резултати | Квалификациони резултати | Квалификациони резултати | Квалификациони резултати | Квалификациони резултати |
| Година                                          | Резултат                                        | Ута                                             | Поб                                             | Нер                                             | Изг                                             | ГД                                              | ГП                                              | ГР                                              | Ута              | Поб                      | Нер                      | Изг                      | ГД                       | ГП                       | ГР                       |                          |
| ----------------------------------------------- | ----------------------------------------------- | ----------------------------------------------- | ----------------------------------------------- | ----------------------------------------------- | ----------------------------------------------- | ----------------------------------------------- | ----------------------------------------------- | ----------------------------------------------- | ---------------- | ------------------------ | ------------------------ | ------------------------ | ------------------------ | ------------------------ | ------------------------ | ------------------------ |
| 1991                                            | Део СССРа                                       | Део СССРа                                       | Део СССРа                                       | Део СССРа                                       | Део СССРа                                       | Део СССРа                                       | Део СССРа                                       | Део СССРа                                       | Део СССРа        | Део СССРа                | Део СССРа                | Део СССРа                | Део СССРа                | Део СССРа                | Део СССРа                |                          |
| 1995                                            | Нису се квалификовале                           | Нису се квалификовале                           | Нису се квалификовале                           | Нису се квалификовале                           | Нису се квалификовале                           | Нису се квалификовале                           | Нису се квалификовале                           | Нису се квалификовале                           | УЕФА 1995        | УЕФА 1995                | УЕФА 1995                | УЕФА 1995                | УЕФА 1995                | УЕФА 1995                | УЕФА 1995                |                          |
| 1999                                            | Нису се квалификовале                           | Нису се квалификовале                           | Нису се квалификовале                           | Нису се квалификовале                           | Нису се квалификовале                           | Нису се квалификовале                           | Нису се квалификовале                           | Нису се квалификовале                           | 6                | 1                        | 0                        | 5                        | 3                        | 48                       | −45                      |                          |
| 2003                                            | Нису учествовале                                | Нису учествовале                                | Нису учествовале                                | Нису учествовале                                | Нису учествовале                                | Нису учествовале                                | Нису учествовале                                | Нису учествовале                                | Нису учествовале | Нису учествовале         | Нису учествовале         | Нису учествовале         | Нису учествовале         | Нису учествовале         | Нису учествовале         |                          |
| 2007                                            | Нису учествовале                                | Нису учествовале                                | Нису учествовале                                | Нису учествовале                                | Нису учествовале                                | Нису учествовале                                | Нису учествовале                                | Нису учествовале                                | Нису учествовале | Нису учествовале         | Нису учествовале         | Нису учествовале         | Нису учествовале         | Нису учествовале         | Нису учествовале         |                          |
| 2011                                            | Нису учествовале                                | Нису учествовале                                | Нису учествовале                                | Нису учествовале                                | Нису учествовале                                | Нису учествовале                                | Нису учествовале                                | Нису учествовале                                | Нису учествовале | Нису учествовале         | Нису учествовале         | Нису учествовале         | Нису учествовале         | Нису учествовале         | Нису учествовале         |                          |
| 2015                                            | Нису се квалификовале                           | Нису се квалификовале                           | Нису се квалификовале                           | Нису се квалификовале                           | Нису се квалификовале                           | Нису се квалификовале                           | Нису се квалификовале                           | Нису се квалификовале                           | 3                | 0                        | 1                        | 2                        | 4                        | 6                        | −2                       |                          |
| 2019                                            | Нису се квалификовале                           | Нису се квалификовале                           | Нису се квалификовале                           | Нису се квалификовале                           | Нису се квалификовале                           | Нису се квалификовале                           | Нису се квалификовале                           | Нису се квалификовале                           | 3                | 1                        | 0                        | 2                        | 2                        | 4                        | −2                       |                          |
| 2023                                            | У току                                          | У току                                          | У току                                          | У току                                          | У току                                          | У току                                          | У току                                          | У току                                          | У току           | У току                   | У току                   | У току                   | У току                   | У току                   | У току                   |                          |
| Укупно                                          | -                                               | -                                               | -                                               | -                                               | -                                               | -                                               | -                                               | -                                               | 12               | 2                        | 1                        | 9                        | 9                        | 58                       | −49                      |                          |

*Жребови укључују утакмице где је одлука пала извођењем једанаестераца.

### Европско првенство у фудбалу за жене
| Европско првенство у фудбалу за жене − резултати | Европско првенство у фудбалу за жене − резултати | Европско првенство у фудбалу за жене − резултати | Европско првенство у фудбалу за жене − резултати | Европско првенство у фудбалу за жене − резултати | Европско првенство у фудбалу за жене − резултати | Европско првенство у фудбалу за жене − резултати | Европско првенство у фудбалу за жене − резултати |                  | Квалификациони резултати | Квалификациони резултати | Квалификациони резултати | Квалификациони резултати | Квалификациони резултати | Квалификациони резултати |
| Година                                           | Коло                                             | Ута                                              | Поб                                              | Нер                                              | Изг                                              | ГД                                               | ГП                                               | Ута              | Поб                      | Нер                      | Изг                      | ГД                       | ГП                       |                          |
| 1984 до 1993                                     | Део СССРа                                        | Део СССРа                                        | Део СССРа                                        | Део СССРа                                        | Део СССРа                                        | Део СССРа                                        | Део СССРа                                        | Део СССРа        | Део СССРа                | Део СССРа                | Део СССРа                | Део СССРа                | Део СССРа                |                          |
| 1995                                             | Нису се квалификовале                            | Нису се квалификовале                            | Нису се квалификовале                            | Нису се квалификовале                            | Нису се квалификовале                            | Нису се квалификовале                            | Нису се квалификовале                            | 4                | 0                        | 1                        | 3                        | 1                        | 24                       |                          |
| 1997                                             | Нису учествовале                                 | Нису учествовале                                 | Нису учествовале                                 | Нису учествовале                                 | Нису учествовале                                 | Нису учествовале                                 | Нису учествовале                                 | Нису учествовале | Нису учествовале         | Нису учествовале         | Нису учествовале         | Нису учествовале         | Нису учествовале         |                          |
| 2001                                             | Нису учествовале                                 | Нису учествовале                                 | Нису учествовале                                 | Нису учествовале                                 | Нису учествовале                                 | Нису учествовале                                 | Нису учествовале                                 | Нису учествовале | Нису учествовале         | Нису учествовале         | Нису учествовале         | Нису учествовале         | Нису учествовале         |                          |
| 2005                                             | Нису учествовале                                 | Нису учествовале                                 | Нису учествовале                                 | Нису учествовале                                 | Нису учествовале                                 | Нису учествовале                                 | Нису учествовале                                 | Нису учествовале | Нису учествовале         | Нису учествовале         | Нису учествовале         | Нису учествовале         | Нису учествовале         |                          |
| 2009                                             | Нису се квалификовале                            | Нису се квалификовале                            | Нису се квалификовале                            | Нису се квалификовале                            | Нису се квалификовале                            | Нису се квалификовале                            | Нису се квалификовале                            | 3                | 0                        | 2                        | 1                        | 1                        | 4                        |                          |
| 2013                                             | Нису се квалификовале                            | Нису се квалификовале                            | Нису се квалификовале                            | Нису се квалификовале                            | Нису се квалификовале                            | Нису се квалификовале                            | Нису се квалификовале                            | 3                | 1                        | 1                        | 1                        | 5                        | 3                        |                          |
| 2017                                             | Нису се квалификовале                            | Нису се квалификовале                            | Нису се квалификовале                            | Нису се квалификовале                            | Нису се квалификовале                            | Нису се квалификовале                            | Нису се квалификовале                            | 3                | 1                        | 1                        | 1                        | 3                        | 3                        |                          |
| 2022                                             | Нису се квалификовале                            | Нису се квалификовале                            | Нису се квалификовале                            | Нису се квалификовале                            | Нису се квалификовале                            | Нису се квалификовале                            | Нису се квалификовале                            | 8                | 0                        | 0                        | 8                        | 1                        | 32                       |                          |
| Непознато 2025                                   | У току                                           | У току                                           | У току                                           | У току                                           | У току                                           | У току                                           | У току                                           | У току           | У току                   | У току                   | У току                   | У току                   | У току                   |                          |
| Укупно                                           | -                                                | -                                                | -                                                | -                                                | -                                                | -                                                | -                                                | 21               | 2                        | 5                        | 14                       | 11                       | 66                       |                          |

*Жребови укључују утакмице где је одлука пала извођењем једанаестераца.

### Олимпијске ихре
| Олимпијске игре − резултати | Олимпијске игре − резултати | Олимпијске игре − резултати | Олимпијске игре − резултати | Олимпијске игре − резултати | Олимпијске игре − резултати | Олимпијске игре − резултати | Олимпијске игре − резултати |
| Година                      | Резултат                    | Утакмица                    | Победа                      | Нерешено                    | Изгубљено                   | ГД                          | ГП                          |
| --------------------------- | --------------------------- | --------------------------- | --------------------------- | --------------------------- | --------------------------- | --------------------------- | --------------------------- |
| 1996                        | Нису се квалификовале       | Нису се квалификовале       | Нису се квалификовале       | Нису се квалификовале       | Нису се квалификовале       | Нису се квалификовале       | Нису се квалификовале       |
| 2000                        | Нису се квалификовале       | Нису се квалификовале       | Нису се квалификовале       | Нису се квалификовале       | Нису се квалификовале       | Нису се квалификовале       | Нису се квалификовале       |
| 2004                        | Нису се квалификовале       | Нису се квалификовале       | Нису се квалификовале       | Нису се квалификовале       | Нису се квалификовале       | Нису се квалификовале       | Нису се квалификовале       |
| 2008                        | Нису се квалификовале       | Нису се квалификовале       | Нису се квалификовале       | Нису се квалификовале       | Нису се квалификовале       | Нису се квалификовале       | Нису се квалификовале       |
| 2012                        | Нису се квалификовале       | Нису се квалификовале       | Нису се квалификовале       | Нису се квалификовале       | Нису се квалификовале       | Нису се квалификовале       | Нису се квалификовале       |
| 2016                        | Нису се квалификовале       | Нису се квалификовале       | Нису се квалификовале       | Нису се квалификовале       | Нису се квалификовале       | Нису се квалификовале       | Нису се квалификовале       |
| 2020                        | Нису се квалификовале       | Нису се квалификовале       | Нису се квалификовале       | Нису се квалификовале       | Нису се квалификовале       | Нису се квалификовале       | Нису се квалификовале       |
| Укупно                      | -                           | -                           | -                           | -                           | -                           | -                           | -                           |

## Остали турнири
Куп Балтика
- Шампионке (5) : 1996, 1998, 2007, 2015, 2021

ИФТ Јерменија за жене
- Шампионке: 2021